# 한천면
한천면(寒泉面)은 전라남도 화순군에 위치한 면이다. 서쪽으로 이양면과 동쪽으로 사평면과 인접해 있다.

## 개요
한천면은 화순군의 중앙부에 위치하며, 돗재가 한천면의 중앙부에 남북방향으로 가로 놓여 있어 영내와 영외로 나뉘어 영내 12개 마을은 능주면과 영외 6개 마을은 남면과 인접해 있다. 주요 농산물은 미곡 위주에서 과수, 시설원예 등 소득작목 전환으로 농가 소득 증대에 힘쓰고 있으며, 문화재로는 금오산성과 죽수서원, 포충사가 주요 관광지로는 2003년 개장한 한천휴양림과 함께 주변 경관이 빼어난 용암산과 맑은 물이 흐르는 용소계곡 등 이 있다.

## 역사
- 마한 시대 : 능주 방면과 함께 여래비리국(如來卑離國)의 일부에 속했다.
- 백제 시대 : 잉리아현(仍利阿縣)의 중심에 속했다.
- 757년 (신라 경덕왕 16년) : 잉리아현(仍利阿縣)을 여미현(汝湄縣=汝濱=海濱)으로 개칭하여 부리현(富里縣=보성 복내 일대)과 함께 릉성군(陵城郡)의 일부가 되었다.
- 940년 (고려 태조 23년) : 여미현(汝湄縣)을 화순현(和順縣)으로 개칭했다.
- 1018년 (고려 현종 9년) : 화순현과 능성현(綾城縣)이 나주목(羅州牧)에 속했다.
- 고려 시대 :  나주목에서 능성현과 화순현이 분리되었는데 화순현은 다시 능성현의 관할이 되었다.
- 1390년 (고려 공양왕 2년) : 화순현이 능성현에서 분리되어 감무(監務)를 두고 남평현(南平縣)을 관할하였다.
- 1394년 (조선 태조 3년) : 화순현에서 남평현이 분리되었다.
- 1396년 (조선 태조 5년) : 화순현이 동복현의 관할이 되었다.
- 1407년 (조선 태종 7년) : 화순현과 동복현을 합하여 복순현(福順縣)이라 칭하고 복순현의 일부가 되었다.
- 1413년 (조선 태종 13년) : 복순현을 화순현으로 개칭하였다.
- 1416년 (조선 태종 16년) : 화순현을 다시 화순현과 동복현으로 분리하고 동복현에 현감을 두고 화순현은 능성현에 합쳐져 순성현(順城縣)이 되면서 순성현의 관할이 되었다.
- 1418년 (조선 태종 18년) : 순성현을 다시 화순현과 능성현으로 분리하였다.
- 1435년 (조선 세종 17년) : 화순현이 다시 능성현에 합쳐졌다가 화순현으로 복구되었으나 그 연대는 알려지지 않았다.
- 1597년 (조선 선조 30년) : 정유재란 때 왜구의 침입으로 화순현의 유지 능력이 없어 민원에 의해 화순현을 폐하고 능성현에 속하면서 능성현의 관할이 되었다.
- 1611년 (조선 광해군 3년) : 화순현을 다시 능성현에서 분리되었다.
- 1632년 (조선 인조 10년) : 능주목으로 승격되었다.
- 1895년 : 나주부 능주군 영내면과 영외면으로 분리되었다.
- 1913년 : 능주군을 화순군으로 개칭하면서 한천면이 되었다.
- 1966년 : 화순군조례 제122호에 의하여 영외출장소가 설치되었다.

## 행정 구역
| 법정리 | 한자명 | 행정리                    | 비고            |
| ------ | ------ | ------------------------- | --------------- |
| 가암리 | 加岩里 | 가암1구, 가암2구          |                 |
| 고시리 | 古侍里 | 고시리                    |                 |
| 금전리 | 金田里 | 금전1구                   |                 |
| 동가리 | 東佳里 | 동가1구, 동가2구          |                 |
| 모산리 | 牟山里 | 모산1구, 모산2구          |                 |
| 반곡리 | 盤谷里 | 반곡1구, 반곡2구          |                 |
| 오음리 | 午陰里 | 오음1구, 오음2구, 오음3구 |                 |
| 정리   | 政里   | 정리1구, 정리2구          |                 |
| 정우리 | 丁友里 | 정우1구                   |                 |
| 평리   | 坪里   | 평리                      |                 |
| 한계리 | 寒溪里 | 한계1구, 한계2구          | 면사무소 소재지 |

## 관광
- 대신리 고인돌군